# Kasteel van Havré
Het kasteel van Havré is een kasteelruïne in Havré in de provincie Henegouwen, België. Het kasteel is omringd door een slotgracht en bestaat uit een grote binnenplaats, vier hoektorens, waarvan de slottoren overdekt is met een bolvormige koepel, en een gotische kapel.
Rond 1226 werd het kasteel gebouwd door graven uit Vlaanderen en Henegouwen. Tot aan de 18e eeuw werd het kasteel bewoond door vele families, waaronder Ida van Bergen en Engelbert van Edingen en hun afstammelingen, die het kasteel in bezit hielden tot aan 1423. Daarna kwam het kasteel in handen van het huis Croÿ. Onder meer Filips II van Croÿ, een generaal van keizer Karel V, bewoonde het kasteel. Zijn zoon Karel Filips van Croÿ was de eerste markies van Havré. Hij werd in het kasteel verzorgd aan een schotwond door de Franse chirurgijn Ambroise Paré. In 1578 had het kasteel niet veel te lijden onder twee opeenvolgende belegeringen, maar in 1579 werd het volledig verwoest door een brand. Karel Alexander van Croÿ, zoon van Karel Filips, liet het kasteel prachtig restaureren tot een lustslot.
Na de Franse invasie in 1792 werd het kasteel verkocht als nationaal goed. Hoewel de familie Croÿ het kasteel in 1807 terugkocht, liet ze het verkommeren. De Croÿ's verlieten het kasteel, waarna het langzamerhand afbrokkelde. Dit leidde tot de ineenstorting van het kasteel, in 1930.
Het kasteel werd in 1978 gerestaureerd door de vzw Les Amis du Château des Ducs d'Havré (De vrienden van het kasteel van Havré). Vandaag de dag worden er bruiloften en evenementen gehouden in het kasteel.
In 2000 werd er een grote rozentuin, met 15.000 rozenstruiken, aangelegd.

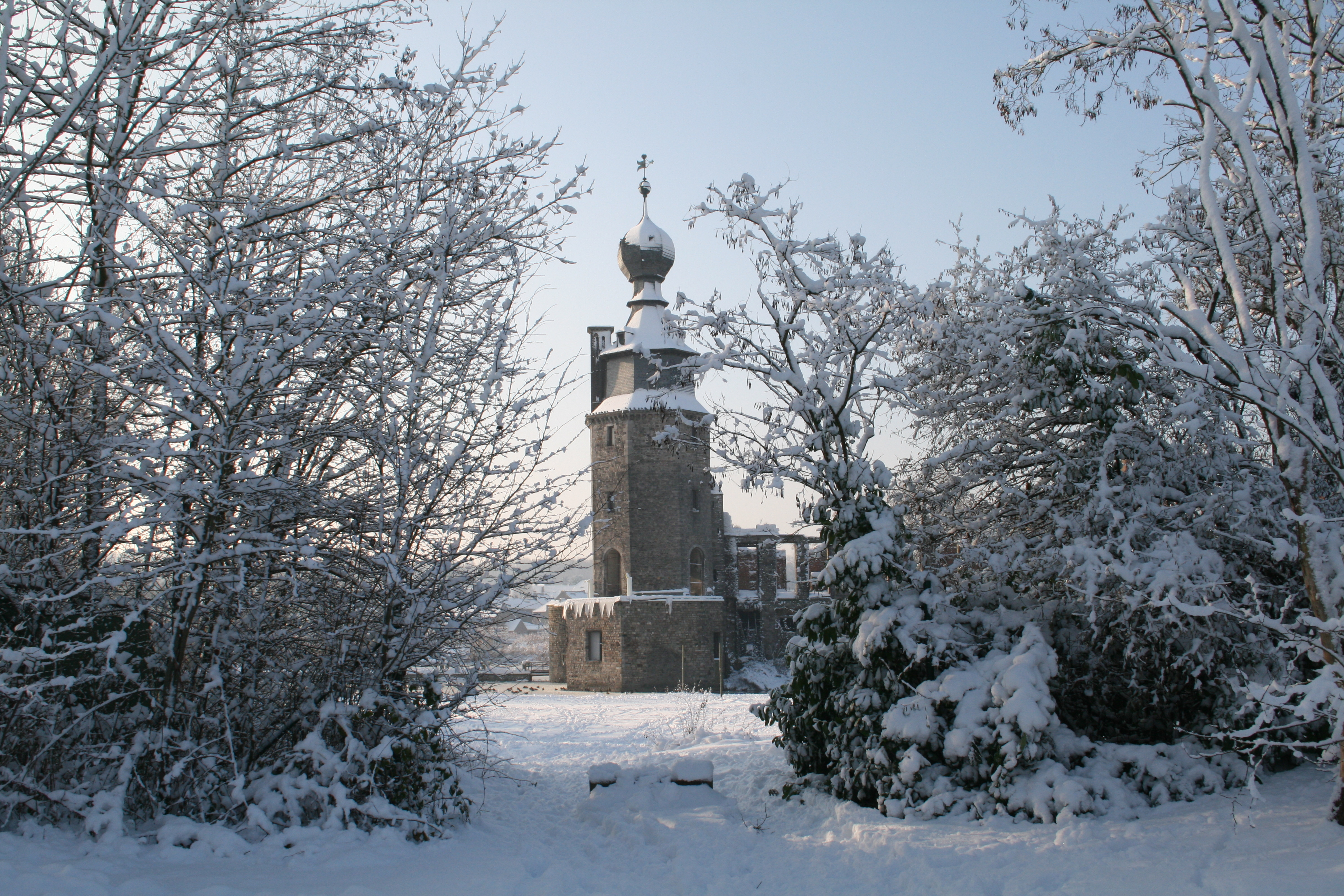
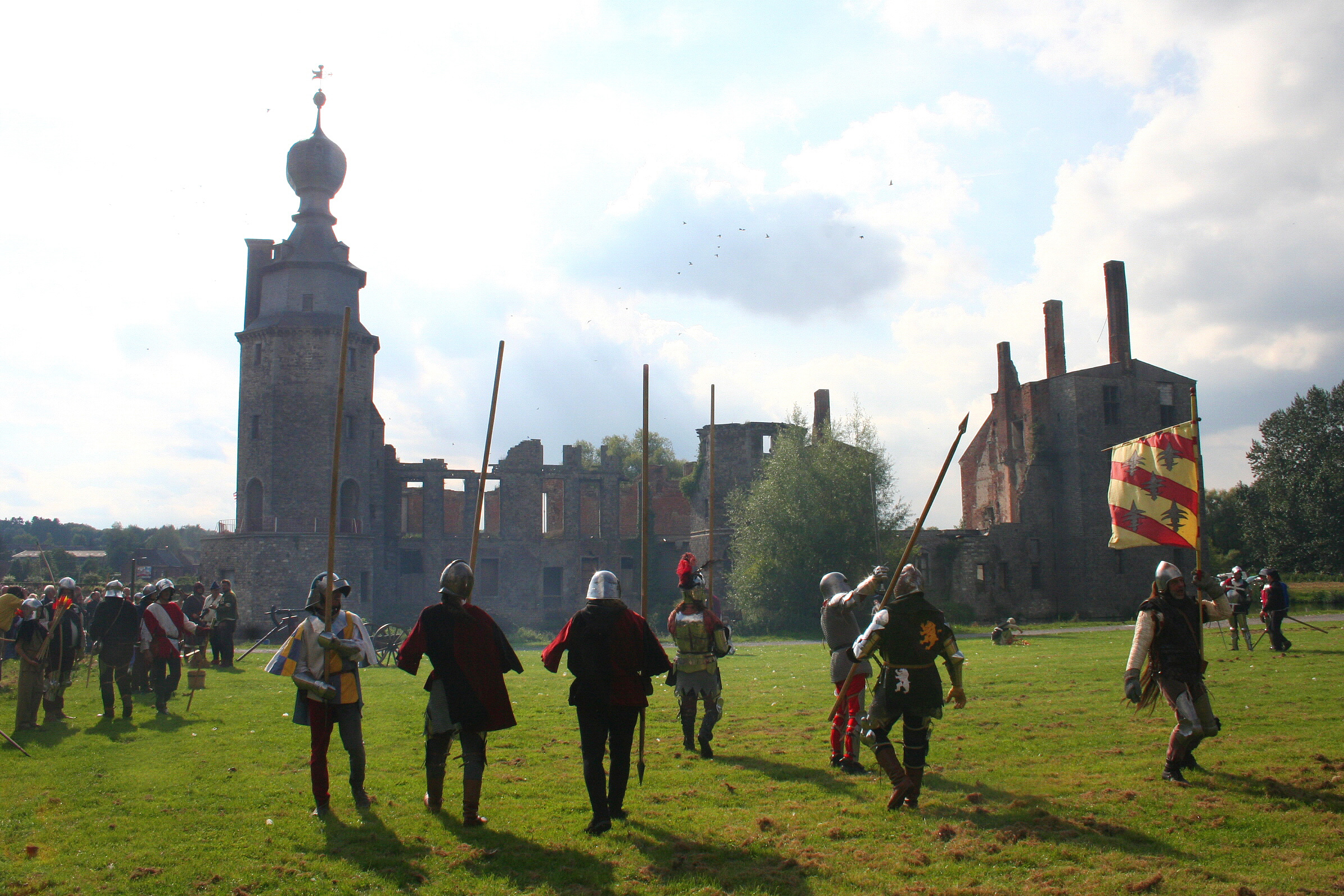